# مجموعه هنر ژاپنی خلیلی

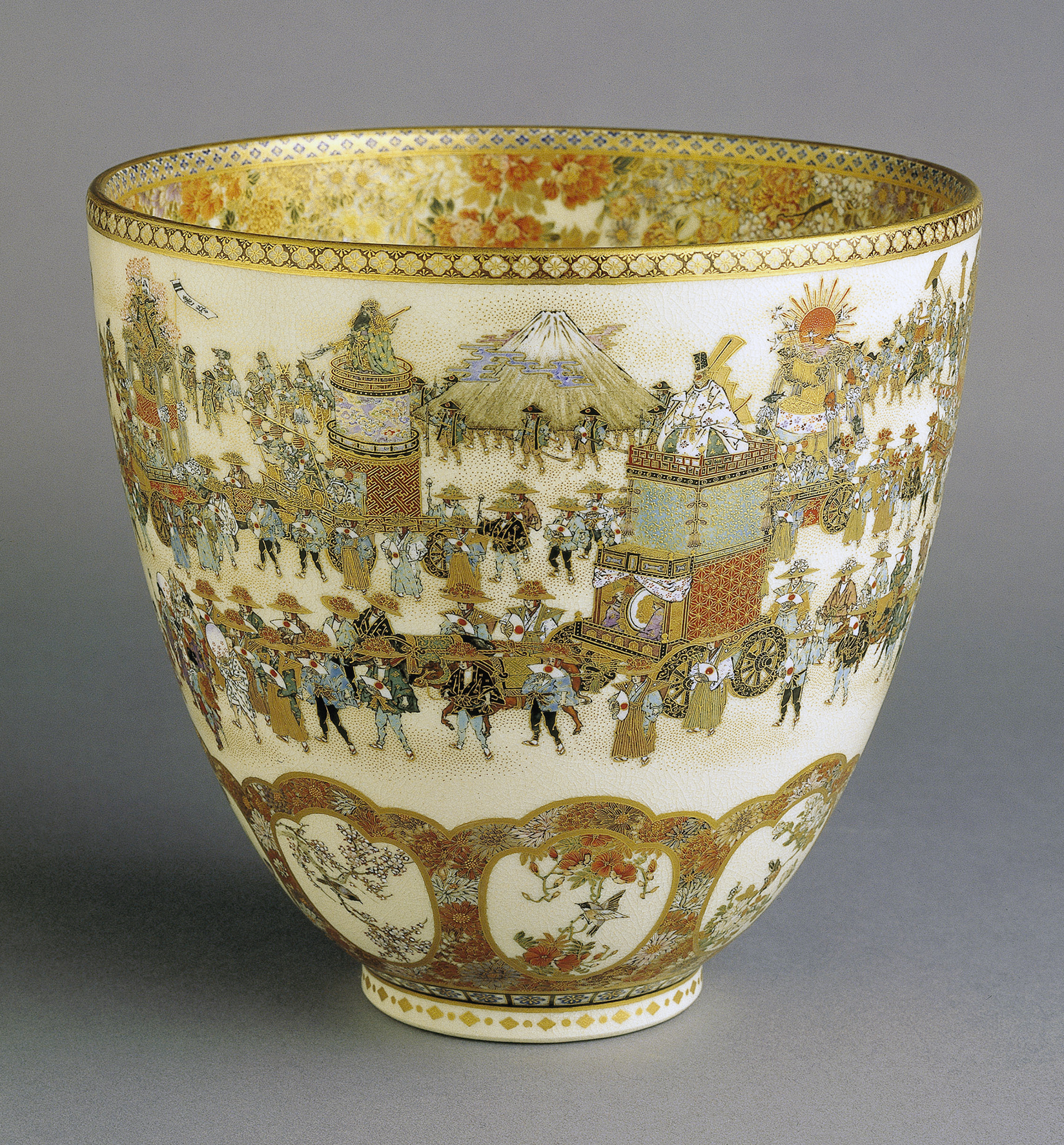
کاسه سفالی ساخت Yabu Meizan، حدود سال ۱۹۱۰

تابلوی ابریشمی تک لایه‌ای از مجموعهٔ چهار تایی. اثر نشان‌دادن کشت و تولید برنج، چای و ابریشم را به‌تصویر کشیده‌است. امضا شده توسط سکا و با مُهر قرمز (سلطنتی)، مربوط به دورهٔ مِیجی، از آثار برجسته در مجموعهٔ هنر ژاپنی ناصر داوود خلیلی.

مجموعه هنر ژاپنی خلیلی یک مجموعه خصوصی از هنرهای تزئینی از دوره میجی (۱۹۱۲–۱۸۶۸) ژاپن است، که توسط دانشمند، کلکسیون‌دار و نیکوکار ناصر داوود خلیلی، شهروند بریتانیایی-ایرانی گردآوری شده‌است. در کل با بیش از ۱۴۰۰ شیء، فقط از نظر اندازه و کیفیت قابل مقایسه با مجموعه خانواده امپراتوری ژاپن است. این مجموعه شامل فلزکاری، میناکاری، سرامیک و اشیاء قیمتی از جمله آثار هنرمندان دربار امپراتوری است که در نمایشگاه‌های بزرگ اواخر قرن نوزدهم به نمایش گذاشته شده‌اند.  خلیلی به جای پوشاندن طیف وسیعی از هنرهای تزئینی دوران میجی، روی اشیاء با بالاترین کیفیت فنی و هنری متمرکز شده‌است. وی مشاهده کرد که هنرهای ژاپنی با وجود اینکه از نظر فنی برتر هستند، از هنرهای اروپایی در همان دوره دارای مستندات کمتری برخوردارند. این مجموعه یکی از هشت مجموعه مونتاژ ، منتشر و به نمایش گذاشته شده توسط خلیلی است و یکی از سه اثر هنری از ژاپن به همراه مجموعه خلیلی کیمونو و مجموعه میناکاری‌های جهان خلیلی است.
اگرچه این مجموعه در معرض نمایش عمومی قرار نمی‌گیرد، اشیاء آن به موسسات فرهنگی قرض داده می‌شوند و از سال ۱۹۹۴ به بعد در بسیاری از نمایشگاه‌ها ظاهر شده‌اند. نمایشگاه‌هایی که به‌طور انحصاری این مجموعه را به نمایش گذاشته شده‌اند، موزه بریتانیا، موزه اسرائیل، موزه ون گوگ، موزه پورتلند، موزه‌های کرملین مسکو و سایر موسسات در سراسر جهان بوده‌اند. خلیلی، بنیاد کیبو (از کلمه ژاپنی "امید") را برای ترویج مطالعه هنر و طراحی دوره میجی، به جهت نشر بورس تحصیلی دربارهٔ این مجموعه و بافت تاریخی آن تأسیس کرد.

## جستارها
- مجموعه منسوجات سوئدی خلیلی
- مجموعه هنر ژاپنی خلیلی
- مجموعه اسناد آرامی خلیلی.
- مجموعه آثار فلزکاری های اسپانیایی خلیلی
- مجموعه کیمونو خلیلی
- مجموعه آثار هنرهای اسلامی خلیلی
- مجموعه آثار میناکاری‌های جهان خلیلی
- ناصر داوود خلیلی